# Aphyosemion gabunense
Aphyosemion gabunense es una especie de pez de la familia de los notobránquidos en el orden de los ciprinodontiformes.

## Morfología
Los machos pueden alcanzar los 5 cm de longitud total.

## Subespecies
Se reconocen tres subespecies:
- Aphyosemion gabunense boehmi (Radda y Huber, 1977)
- Aphyosemion gabunense gabunense (Radda, 1975)
- Aphyosemion gabunense marginatum (Radda y Huber, 1977)

## Distribución geográfica
Se encuentran en África: Gabón.